# Eustomias cryptobulbus
Eustomias cryptobulbus és una espècie de peix de la família dels estòmids i de l'ordre dels estomiformes.

## Morfologia
- Els mascles poden assolir 13,9 cm de longitud total i les femelles 16,5.[3][4]

## Hàbitat
És un peix marí i d'aigües profundes que viu fins als 975 m de fondària.

## Distribució geogràfica
Es troba a l'Índic, el Pacífic i el sud-est de l'Atlàntic.